# Claudiu
Claudiu ist als eine rumänische Form von Claudius ein rumänischer männlicher Vorname. Die rumänische weibliche Form des Namens ist Claudia.

## Namensträger
- Mihai Claudiu Covaliu (* 1977), rumänischer Fechter
- Claudiu Keșerü (* 1986), rumänischer Fußballspieler
- Claudiu Mihuțiu (* 19**), rumänischer Neofaschist
- Claudiu Niculescu (* 1976), rumänischer Fußballspieler
- Claudiu Răducanu (* 1976), rumänischer Fußballspieler